# Aquila fasciata
L'aquila di Bonelli (Aquila fasciata) Vieillot, 1822) è un uccello rapace della famiglia degli Accipitridae.
Il suo nome comune è un omaggio all'ornitologo italiano Franco Andrea Bonelli (1784-1830).

## Descrizione
In volo è riconoscibile da altri rapaci per la macchia bianca che ha sul dorso, per il rimanente ha una colorazione, variabile con l'età, prevalentemente di bruno rossiccio e con ventre chiaro striato di macchie più scure.
La specie presenta un discreto dimorfismo sessuale: la femmina ha una taglia media di 70 cm, un'apertura alare di quasi 180 cm, per un peso di quasi 2000 grammi. Il maschio ha dimensioni inferiori, non supera i 1500 grammi di peso e la taglia di 65 cm.

## Biologia

### Alimentazione
Si ciba prevalentemente di piccoli mammiferi, ma anche di uccelli che riesce a prendere in volo con grande abilità. Durante il periodo riproduttivo la sua dieta è costituita per quasi il 50% da conigli selvatici.

### Riproduzione

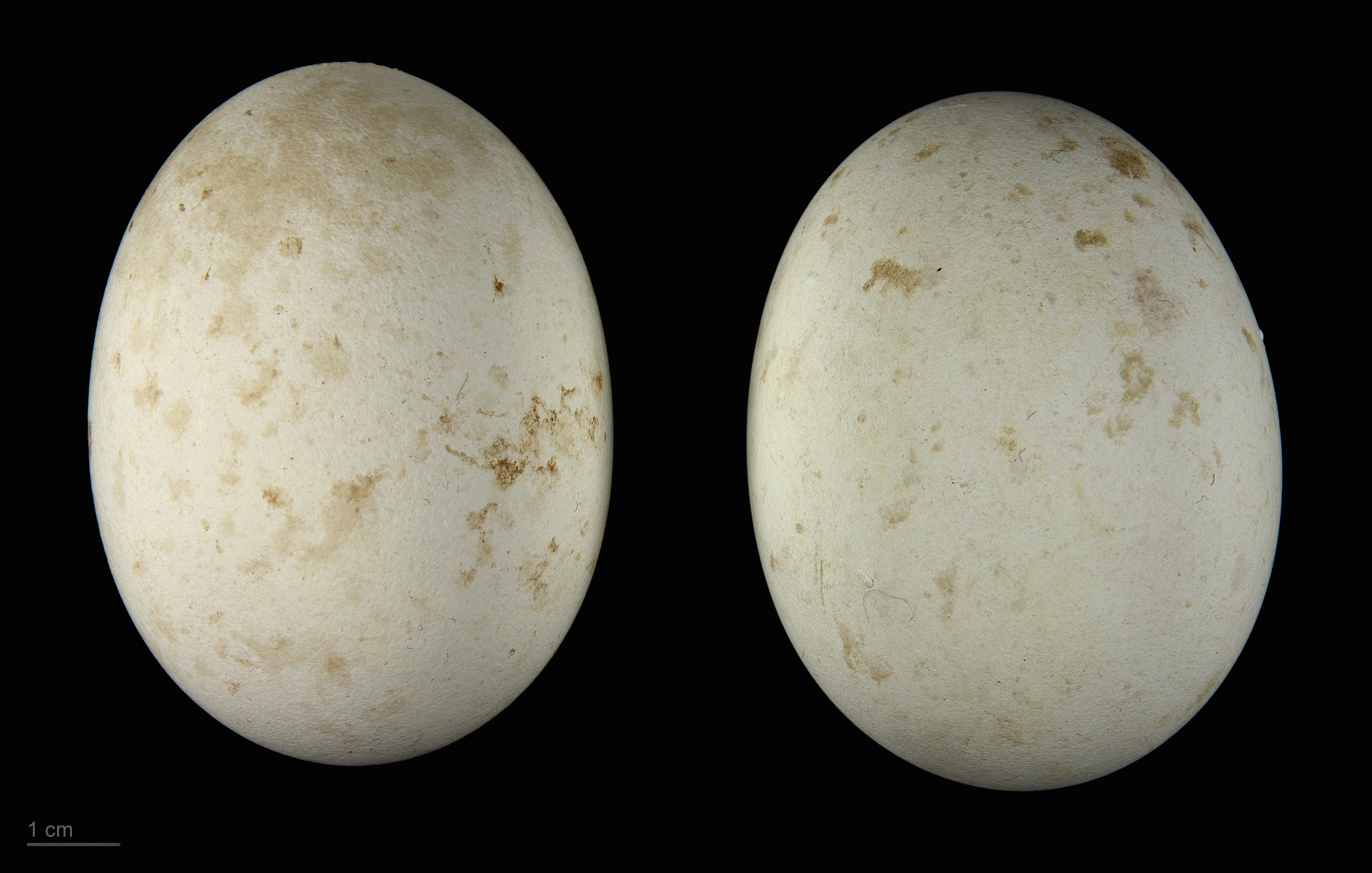
Aquila fasciata

Piuttosto precoce, inizia il corteggiamento in dicembre. La deposizione avviene solitamente entro la seconda decade di febbraio, mentre gli involi tra fine maggio ed inizio giugno.

## Tassonomia
Se ne conoscono due sottospecie:
- A. fasciata fasciata Vieillot, 1822
- A. fasciata renschi (Stresemann, 1932)

## Distribuzione e habitat
È diffusa in Africa, Europa, Asia meridionale e in alcune isole del nord dell'Oceania.

In Italia si trova in Sicilia e saltuariamente in Calabria. Negli anni '80 del secolo scorso, si è estinta in Sardegna. Nel 2018, alcuni esemplari nati in Spagna, sono stati liberati in natura, con l'intento di ripopolare l'isola; purtroppo, attualmente, le elettrocuzioni degli esemplari sulle linee elettriche, si sono rivelate il più grande limite alla ricolonizzazione della Sardegna. .
Il suo habitat è costituito da una commistione di praterie naturali, aree agricole estensive e pascoli, intercalati da aree a vegetazione arbustiva mediterranea.

## Conservazione
La IUCN Red List classifica A. fasciata come specie a basso rischio (Least Concern).
In Italia è specie protetta ai sensi delle leggi 150/92 e 157/92 . La sua sopravvivenza è a rischio elevato. I pericoli maggiori sono rappresentati dal bracconaggio, dalle elettrocuzioni con le linee elettriche, dalle trasformazioni degli habitat, spesso causate dall'abbandono delle colture tradizionali, dalla sempre maggiore presenza umana nelle aree vocazionali per la specie e dai frequenti incendi dolosi. La popolazione italiana è pressoché concentrata in Sicilia, in cui nidificano 16-19 coppie .